# Podboršt, Sevnica
Podboršt je naselje v Občini Sevnica.